# Daniel Stoljar
Daniel Stoljar (1967) è un filosofo australiano.
È professore di filosofia presso l'Australasian Association of Philosophy di cui è stato presidente dal 2016 al 2017. Stoljar è noto per le sue opere sul fisicalismo e sul progresso filosofico .

## Opere

### Opere in lingua inglese
- Ignorance and imagination (OUP 2009) (ISBN 978-0-195-38328-7)
- Physicalism (Routledge 2010) (ISBN 978-0-415-45263-2)
- Philosophical Progress: In Defence of a Reasonable Optimism (OUP 2017) (ISBN 978-0-198-80209-9)